# Linea 6 (metropolitana di Napoli)
La linea 6 è una linea della metropolitana di Napoli che collega la città dal centro, con capolinea Municipio, nel quartiere San Ferdinando, a ovest, con capolinea Mostra, nel quartiere Fuorigrotta. 
Seconda linea della metropolitana di Napoli ad essere costruita, la prima concepita come metropolitana leggera, è frutto della ridefinizione del progetto della Linea Tranviaria Rapida. La denominazione è dovuta al Piano Comunale dei Trasporti stilato nel 1997, che ha enumerato tutte le linee metropolitane e suburbane insistenti, anche solo parzialmente, nel territorio cittadino. È contraddistinta dal colore blu nelle mappe e negli schemi della linea presenti a bordo dei treni.
Incrocia la linea 1 nella stazione Municipio e la linea 2 nelle stazioni di Mostra e Mergellina.

## Storia

### Le prime ipotesi e la metrotranvia (1979-1996)
La linea 6 ha origine dal progetto del 1979 della Linea Tranviaria Rapida (LTR), presentato nel 1981 insieme ai progetti per la metropolitana di Genova, la metropolitana di Torino e la linea 3 di Milano, e approvato per la realizzazione in vista dei Mondiali di Calcio del 1990.
Il progetto prevedeva la costruzione di una metrotranvia che avrebbe attraversato trasversalmente la città, da Fuorigrotta a Ponticelli, passando per il centro cittadino.
Dopo diversi rinvii, causati tra l'altro dalla difficoltà nel reperire i finanziamenti, i lavori iniziarono nella seconda metà degli anni Ottanta.
La tratta della LTR tra Fuorigrotta e Mergellina, il cui tracciato era completamente in galleria, fu definita prioritaria per i Mondiali e pertanto fu l'unica ad essere completata, tra il 1989 e il 1990, ad esclusione della stazione di piazzale Tecchio.
Nonostante il completamento del presercizio nella primavera del 1990, la linea non fu attivata in ragione del mancato rilascio della certificazione necessaria a causa di alcune carenze sotto il profilo della sicurezza nella stazione Piedigrotta.
Nei primi anni Novanta – complici lo scandalo Tangentopoli e la conseguente crisi degli appalti, oltre la difficoltà nel reperire le risorse necessarie alla prosecuzione dell'opera – i lavori rimasero bloccati e il progetto fu per diversi anni accantonato.

### La conversione in metropolitana e l'apertura della prima tratta (1997-2007)
Nel 1997 l'Amministrazione comunale di Napoli, con il nuovo Piano Comunale dei Trasporti, approvò la trasformazione del progetto della LTR in una metropolitana leggera, completamente in galleria, prevedendo di limitare il percorso a piazza Municipio, così da permettere l'interscambio con la linea 1.
I lavori ripresero nel 2002 con l'apertura del cantiere per lo spostamento dei sottoservizi in piazza della Repubblica. Contestualmente vennero recuperate le gallerie già costruite per la LTR, grazie a lavori di allargamento e ammodernamento tecnico. Le tre stazioni già realizzate - Augusto, Lala e Piedigrotta, ridenominata Mergellina - furono ampliate e riallestite. Nel 2005-2006 fu realizzata la stazione capolinea Mostra a piazzale Tecchio.
In quegli anni furono adottate diverse varianti di progetto: nel 2004 fu eliminata la stazione inizialmente prevista in piazza dei Martiri in favore di una stazione lungo via Chiaia in corrispondenza dell'omonimo ponte. Si rinunciò, inoltre, ai progetti delle stazioni in piazza del Plebiscito e via Toledo, dove era previsto l'interscambio con la Funicolare Centrale.
L'inaugurazione dei primi 2,3 km di tratta, da Mostra a Mergellina, avvenne l'11 gennaio 2007 alla presenza del presidente del Consiglio Romano Prodi, l'esercizio iniziò il successivo 4 febbraio.

### La chiusura e il completamento della linea (2013-2024)

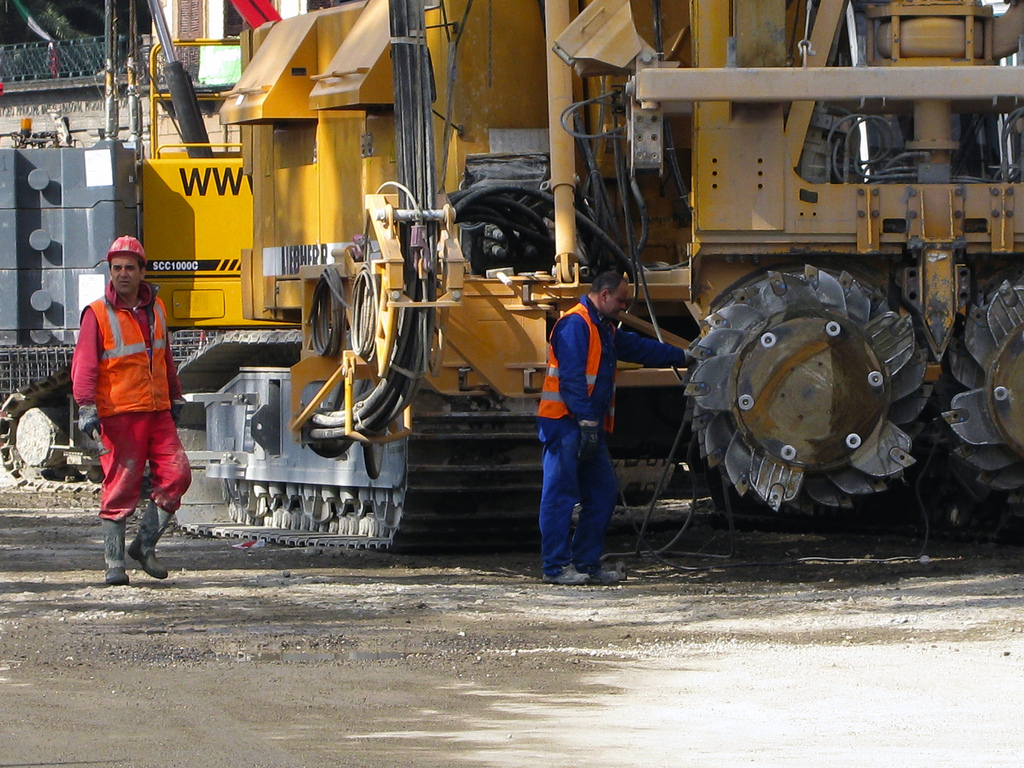
Lavori per la realizzazione della linea nel quartiere Chiaia

Nonostante la previsione di 7 600 passeggeri al giorno, negli anni di esercizio dal 2007 al 2013, l'utenza si attestò su numeri decisamente più contenuti, a causa della brevità del percorso e la presenza di diverse linee di trasporto pubblico alternative.
Lo scarso utilizzo portò, dal 24 marzo 2011, alla contrazione dell'orario di servizio con la limitazione alle sole ore del mattino, dal lunedì al venerdì, con corse ogni 16 minuti.
Tale criticità, sommata al crollo di un'ala del Palazzo Guevara di Bovino lungo Riviera di Chiaia durante i lavori di espansione della linea, determinò la sospensione del servizio, in attesa di ultimare l'intero tracciato fino alla stazione Municipio.
Il 21 luglio 2017 venne abbattuto l'ultimo diaframma del tunnel di collegamento tra le linee 1 e 6.
Tra il 2018 e il 2021 furono ultimate le stazioni San Pasquale e Arco Mirelli.

### La riapertura
Dopo oltre 10 anni dalla chiusura, la linea è stata nuovamente inaugurata il 16 luglio 2024, con l'estensione da Mergellina a Municipio, e riaperta al servizio viaggiatori il giorno seguente.

### Sviluppi futuri
| Tratta               | Inizio lavori   | Inaugurazione (prevista) | Lunghezza | Stazioni | Stato del progetto       |
| -------------------- | --------------- | ------------------------ | --------- | -------- | ------------------------ |
| Mostra ↔ Campegna    | 2027 (previsto) | 2030 (previsto)          | —         | 1        | In fase di progettazione |
| Campegna ↔ Posillipo | 2030 (previsto) | —                        | —         | 1        | In fase di progettazione |
| Campegna ↔ Nisida    | 2030 (previsto) | —                        | —         | 3        | In fase di progettazione |

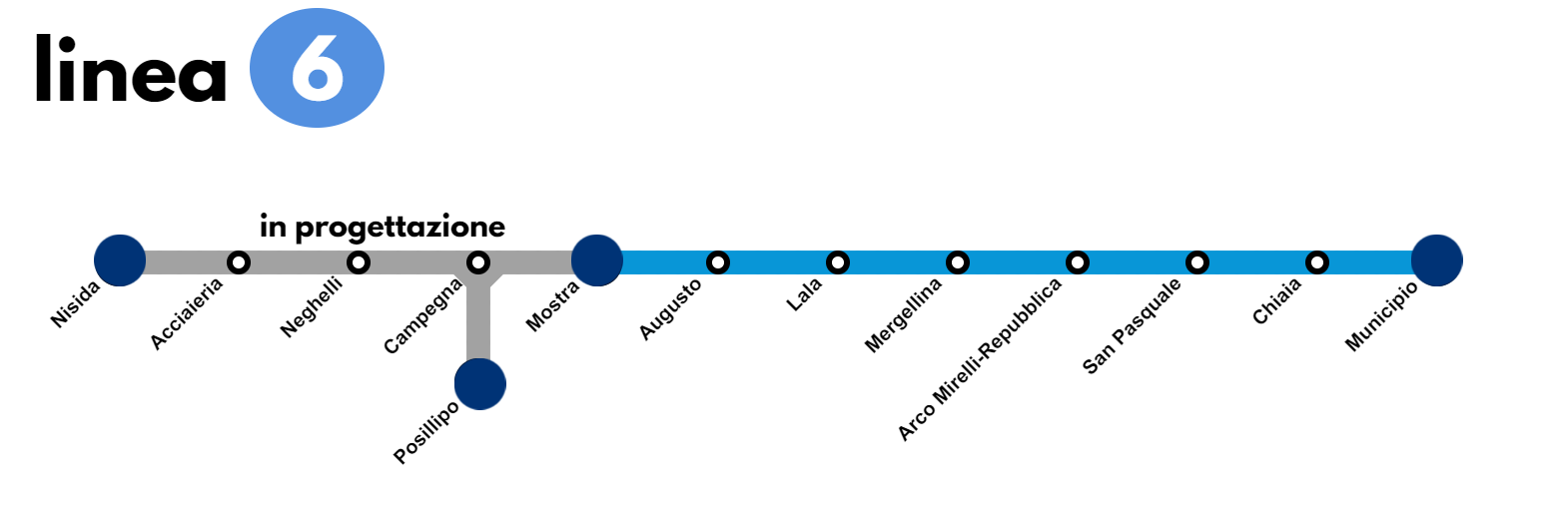
Schema della linea

Nell'ambito della costruzione di Bagnoli Futura, nel 2009 era stata progettata un'estensione della linea 6 fino a Bagnoli, con le fermate intermedie Campegna, Acciaieria, Città della scienza e Porta del Parco, quest'ultima pensata anche come ulteriore interscambio con la ferrovia Cumana. Tuttavia, in seguito al commissariamento e al successivo fallimento di Bagnoli Futura nel 2014, Invitalia, subentrato come soggetto attuatore della bonifica dell'area ex-ILVA, ha presentato una modifica del progetto di estensione, prevedendo l'attestazione della linea a Coroglio (nei pressi dell'isola di Nisida), con le fermate intermedie Campegna, Neghelli e Acciaieria.
Nel 2022 è stata inoltre proposta una diramazione che da Campegna dovrebbe raggiungere il quartiere di Posillipo, con una fermata nelle cavità di Piazza San Luigi e un ascensore di collegamento con la sovrastante via Francesco Petrarca, collegando così nuovamente tra loro Posillipo a Fuorigrotta, scollegati da mezzi pubblici diretti dalla soppressione della funivia di Posillipo nel 1961, nonché fornire a Posillipo un collegamento più vasto, oggi limitato alla funicolare di Mergellina e al solo trasporto su gomma. Il 30 marzo 2023 il Comune di Napoli ha presentato il bando di gara relativo al progetto definitivo ed esecutivo dei due prolungamenti Campegna-Nisida e Campegna-Posillipo.
I lavori per la realizzazione del prolungamento fino alla stazione Campegna, inclusa la costruzione del deposito adiacente, dovrebbero partire entro il 2027 per concludersi entro tre anni. Entro il 2030 è previsto l'avvio dei lavori per gli ulteriori prolungamenti verso Nisida e Posillipo.

## Patrimonio artistico e archeologico

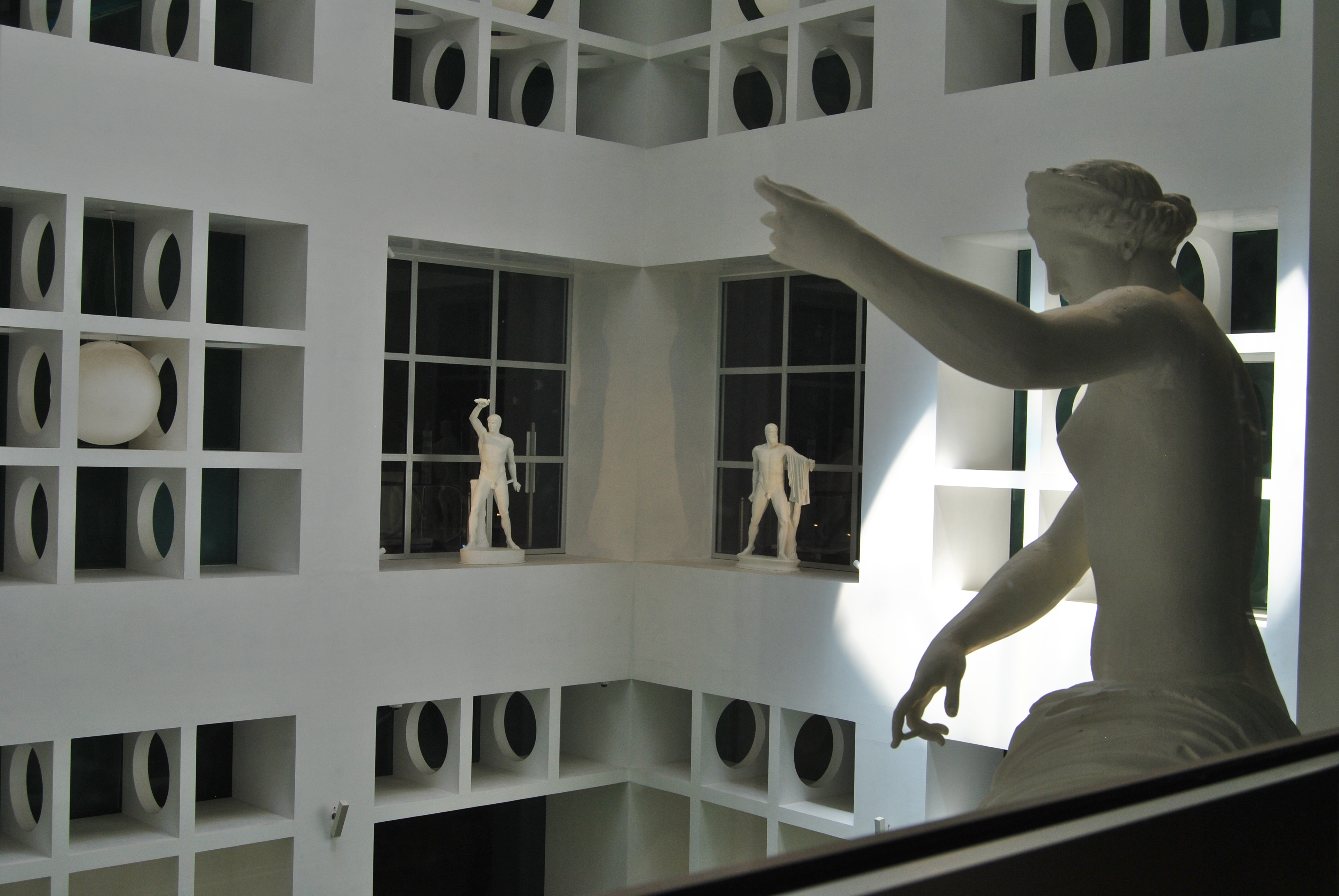
Particolare del piano Ceres della stazione Chiaia con le riproduzioni delle statue della collezione Farnese
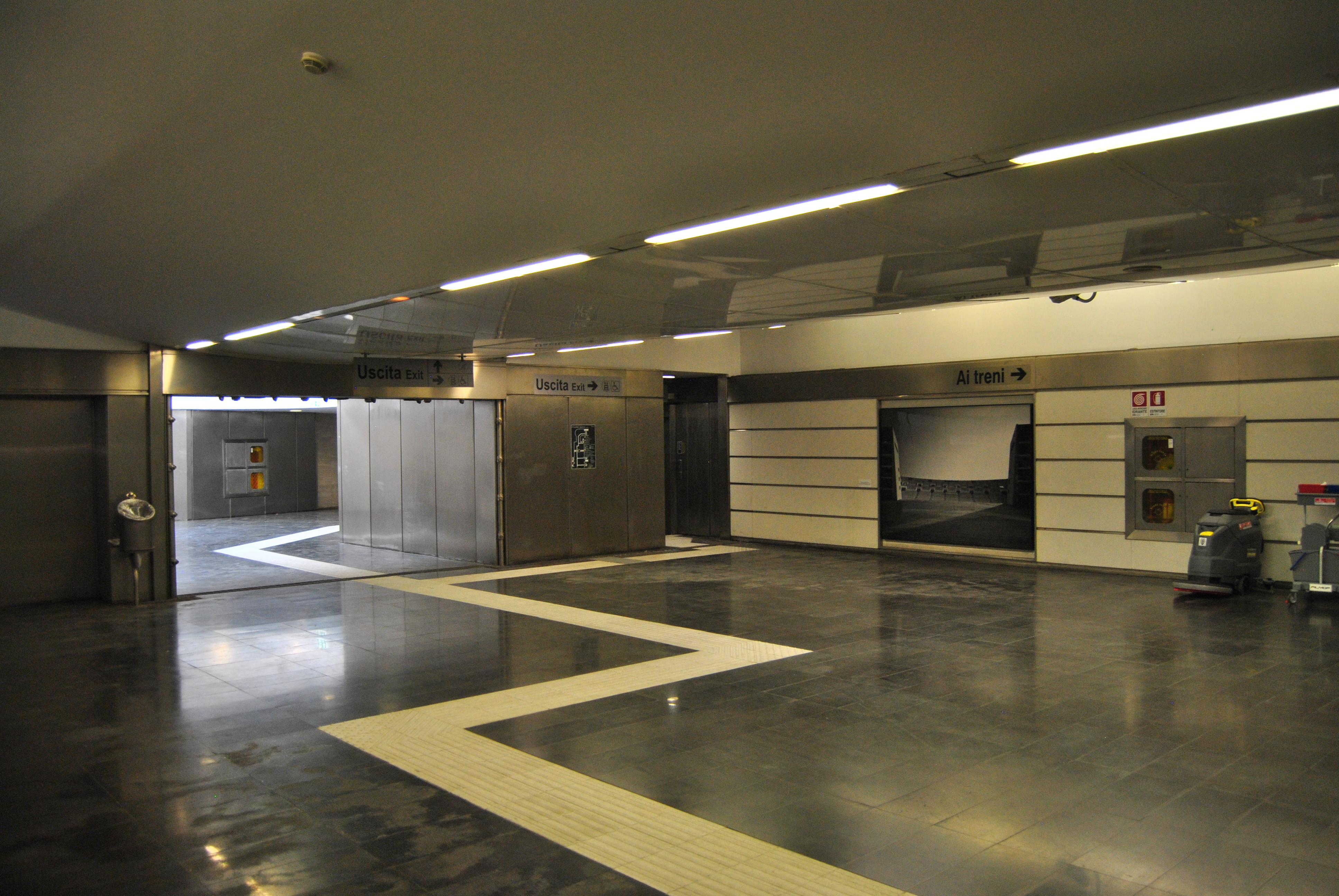
Il piano mezzanino della stazione Mostra con le opere fotografiche di Gabriele Basilico
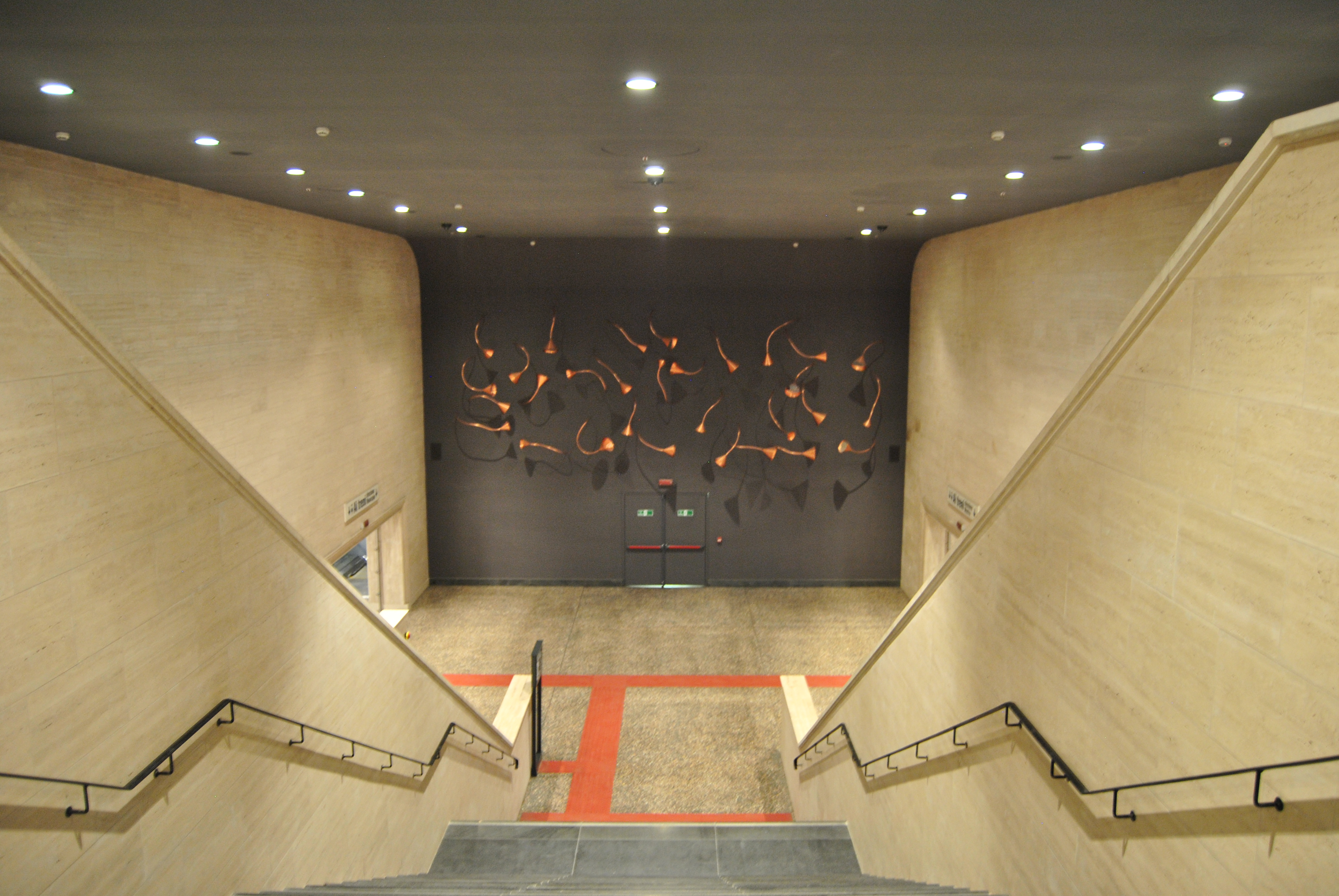
L'installazione audiovisiva I corni di rame musicali nella stazione Arco Mirelli-Repubblica
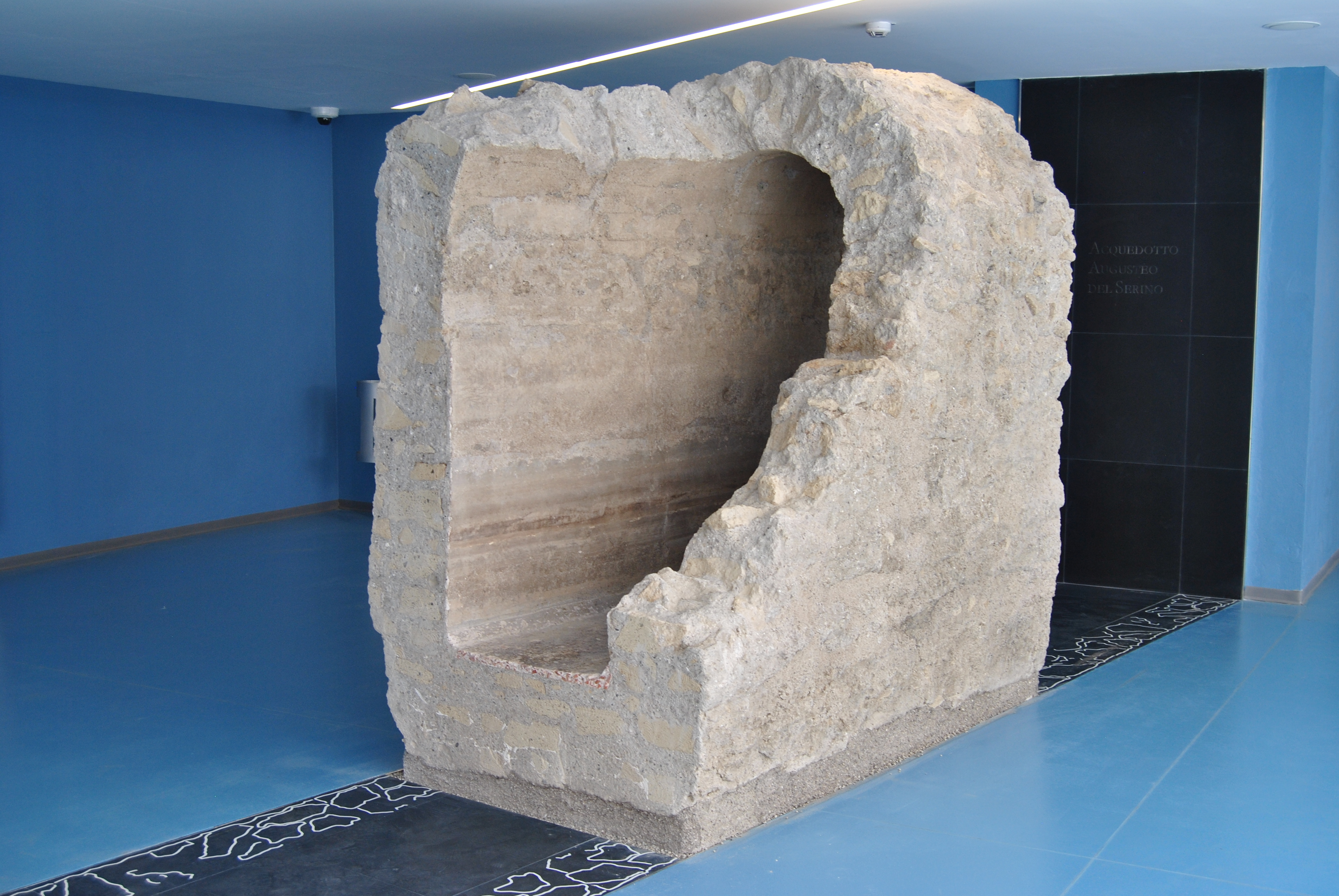
Resto dell'acquedotto romano del Serino esposto nella stazione Chiaia

La stazione Municipio presenta, nel piano mezzanino, un affresco animato intitolato Passaggi, opera di Michal Rovner. Nel corridoio di collegamento all'uscita su via Depretis è presente una galleria di fotografie in bianco e nero realizzate da Mimmo Jodice. Nella stazione sono inoltre visibili alcuni resti dell'antico porto di Neapolis e le fortificazioni del Maschio Angioino, che sono stati integrati nella struttura della stazione.
La stazione Chiaia presenta un allestimento artistico particolarmente strutturato, opera di Peter Greenaway, che riproduce concettualmente un viaggio nella mitologia delle divinità greche, partendo dall'ingresso superiore fino al piano banchine. Nel livello sottoposto all'ingresso su via Chiaia è presente un allestimento dedicato a Cerere, strutturato in forma di matrice quadrata, nelle cui celle sono esposte delle riproduzioni delle statue della collezione Farnese del Museo archeologico nazionale di Napoli. Nella stazione è esposta anche una porzione della struttura dell'antico acquedotto romano del Serino che insisteva proprio nell'area attualmente occupata dall'infrastruttura.
La stazione San Pasquale presenta, lungo le pareti perimetrali, l'installazione artistica di Peter Kogler: una serie di pannelli modulari, con cromie azzurre, che restituiscono l'impatto visivo delle onde marine, così da ricordare al viaggiatore che la stazione è posta sotto il livello del mare.
La stazione Arco Mirelli ospita l'installazione artistica audiovisiva I corni di rame musicali realizzata da Rebecca Horn.
La stazione Mergellina ospita, nell'atrio, due mosaici opera di Gerhard Merz. Il cancello di ingresso contiene un'installazione artistica disegnata da Alan Fletcher che, intrecciando le parole metropolitana e Mergellina, crea un pattern che ricopre per intero entrambe le ante.
La stazione Lala presenta l'installazione Allucco, di Nanni Balestrini: una serie di schegge, realizzate in materiale riflettente, che riproducono temi grafici. All'interno sono presenti alcune stampe fotografiche: Untitled 12/La Habana, realizzata dal fotografo brasiliano Salvino Campos nel 2002, raffigurante un'automobile d'epoca; Capoeira, Salvador, Bahia, realizzata dallo stesso artista nel 2004, riprende una figura maschile danzante; Femme Terre di Ousmane Ndiaye Dago, realizzata nel 1998, ritrae dei nudi femminili, ricoperti da uno strato di argilla, che dà loro le sembianze di sculture viventi; Aldilà di Monica Biancardi, ritraente una donna urlante ricoperta da veli; due immagini dell'ambiente urbano di Napoli, realizzate da Luca Campigotto e Vincenzo Castella.
La stazione Augusto ospita l'installazione Sonno profondo e Cellule del pensiero, realizzata attraverso dei rilievi in ceramiche, delle light box dedicate alla figura di Galileo Galilei, realizzate da Franco Scognamiglio, un'opera di Botto&Bruno di critica sociale che rappresenta il disagio delle periferie. Completano il patrimonio artistico della stazione l'opera Toupie - or - not - to - be di Matteo Freterno, un vortice che dà l'impressione di imprimere movimento all'opera, e Il guardiano del fuoco di Carmine Rezzuti, che riproduce una pantera nell'atto del ruggito.
La stazione Mostra ospita, nel mezzanino, le foto istantanee realizzate di Gabriele Basilico, riproducenti dei particolari architettonici dell'adiacente Mostra d'Oltremare. Nel medesimo livello sono presenti, inoltre, i mosaici realizzati da Costantino Buccolieri su disegno di Mario Sironi. Il patrimonio della stazione include, inoltre, delle fotografie di Pino Musi, il Monumento a G. P. di Gianni Pisani dedicato al tema del suicidio d'artista, un volto femminile realizzato da Marisa Merz e Si dividono invano, un'installazione, realizzata in ceramica, opera di Carla Accardi.

## Caratteristiche tecniche

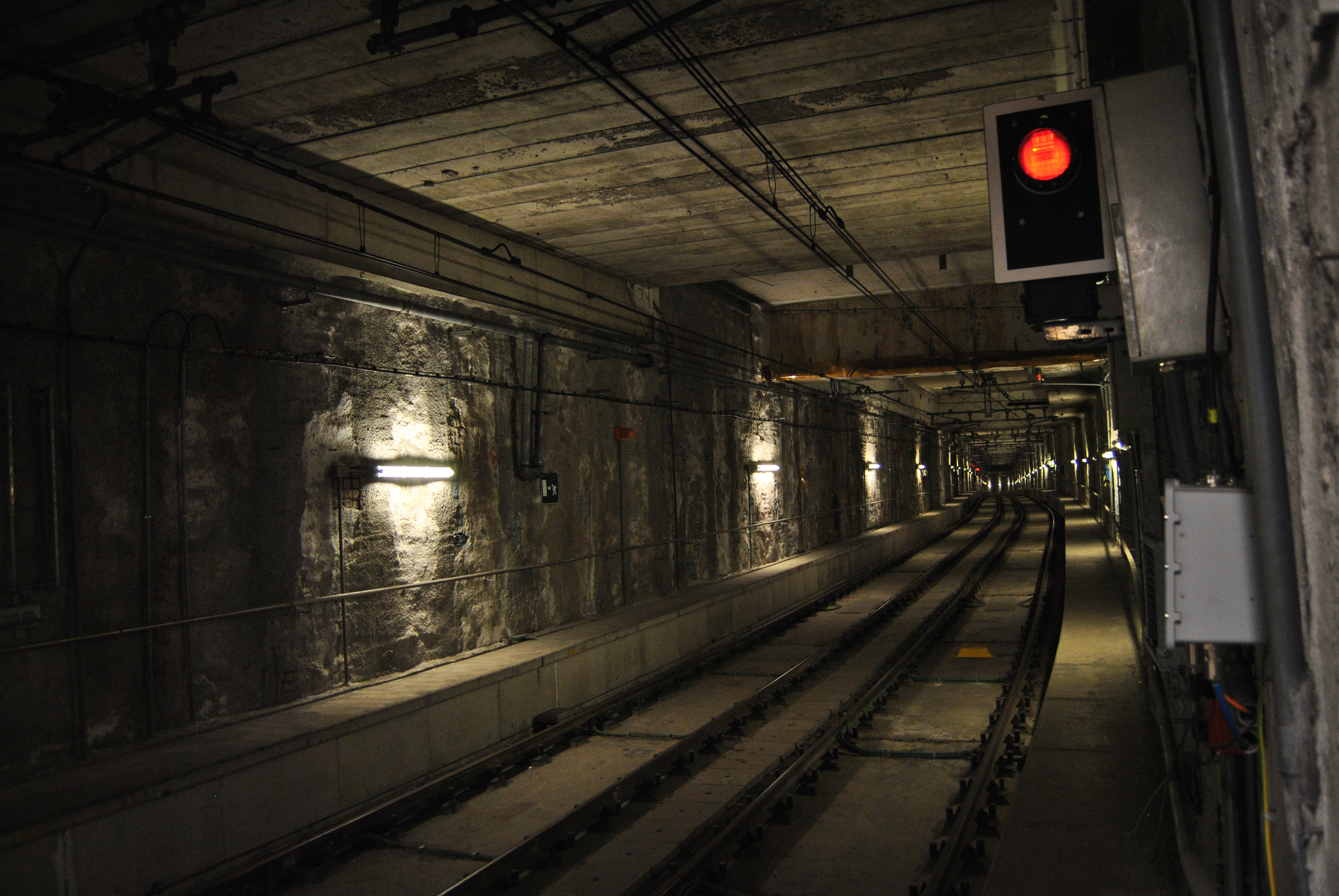
Galleria tra Augusto e Mostra, costruita in epoca LTR con metodo cut and cover
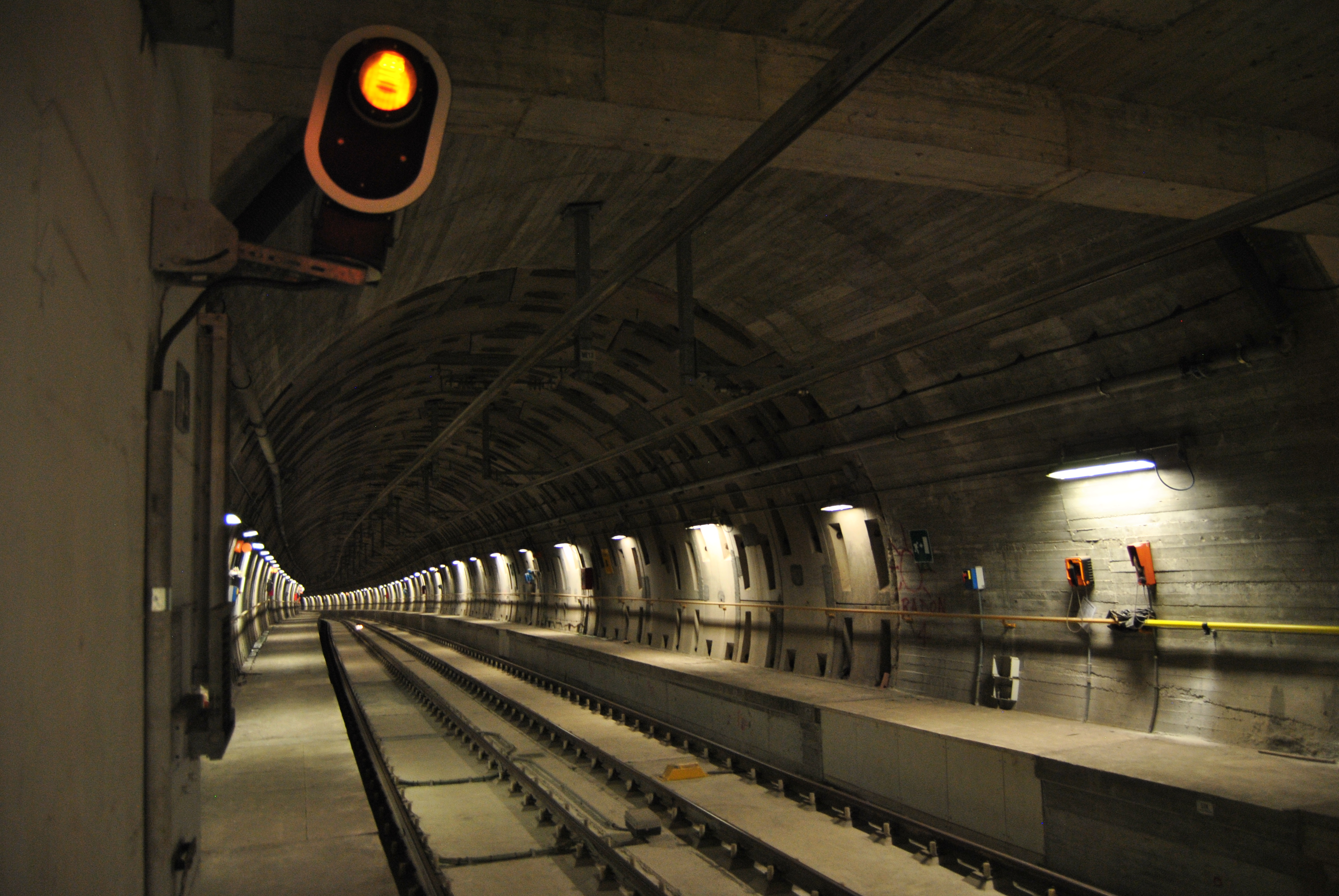
Galleria tra Arco Mirelli e Mergellina, realizzata negli anni Duemila con TBM
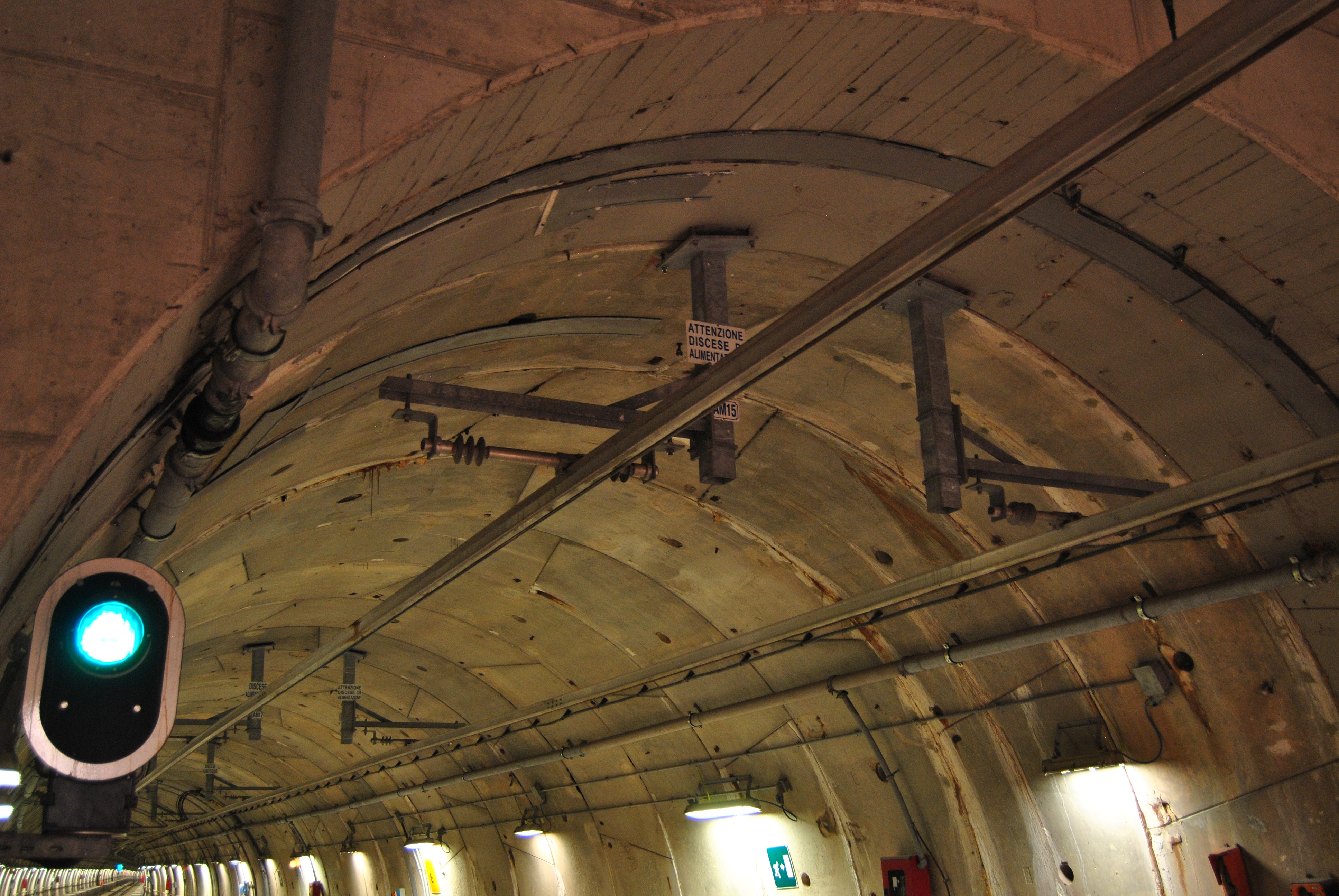
Da Municipio a Mergellina la linea aerea è formata da una catenaria di tipo rigido

| Unknown route-map component "utENDEa" |

| Unknown route-map component "utCONTgq" | Unknown route-map component "utTINTto" | Unknown route-map component "utCONTfq" |

| Unknown route-map component "utHSTACC" |

| Unknown route-map component "utHSTACC" |

| Unknown route-map component "utHSTACC" |

| Unknown route-map component "utHSTACC" |

| Unknown route-map component "utHSTACC" |

| Unknown route-map component "utHSTACC" |

| Unknown route-map component "utKACCe" |

La linea, completamente sotterranea, si estende per 5,5 km, con otto stazioni. Raggiungerà i 10 km in seguito ai prolungamenti verso Nisida e Posillipo. Realizzata con le caratteristiche di una metropolitana leggera, lo scartamento è quello ordinario di 1 435 mm. La trazione è elettrica in corrente continua, l'alimentazione avviene tramite linea aerea a 750 V.
La circolazione dei treni avviene sul binario di sinistra, come in tutta la rete metropolitana di Napoli, ed è regolata tramite un sistema di controllo automatico gestito da un posto centrale operativo.
Tutte le stazioni della linea 6 sono dotate di due banchine laterali ai binari, ognuna delle quali serve una specifica direzione, ad eccezione della stazione Municipio dove la banchina è ad isola. Le stazioni sono incluse nel circuito delle stazioni dell'arte, in ognuna sono esposte installazioni artistiche.
Nel tratto tra le stazioni Arco Mirelli e San Pasquale il tracciato corre parallelo alla linea di costa, posta a pochi metri; i piani del ferro di entrambe le stazioni, e le gallerie, sono al di sotto del livello del mare. Ciò ha richiesto un'opera di impermeabilizzazione delle strutture con materiale isolante.
In caso di necessità i treni possono effettuare l'inversione di marcia in corrispondenza delle stazioni Chiaia, San Pasquale, Mergellina e Augusto.
A regime la linea avrà una capacità di 7 200 passeggeri/ora con una frequenza massima di un treno ogni 4,5 minuti, ma è tecnologicamente predisposta per trasportare 11 400 passeggeri/ora con un treno ogni 3 minuti.

## Materiale rotabile

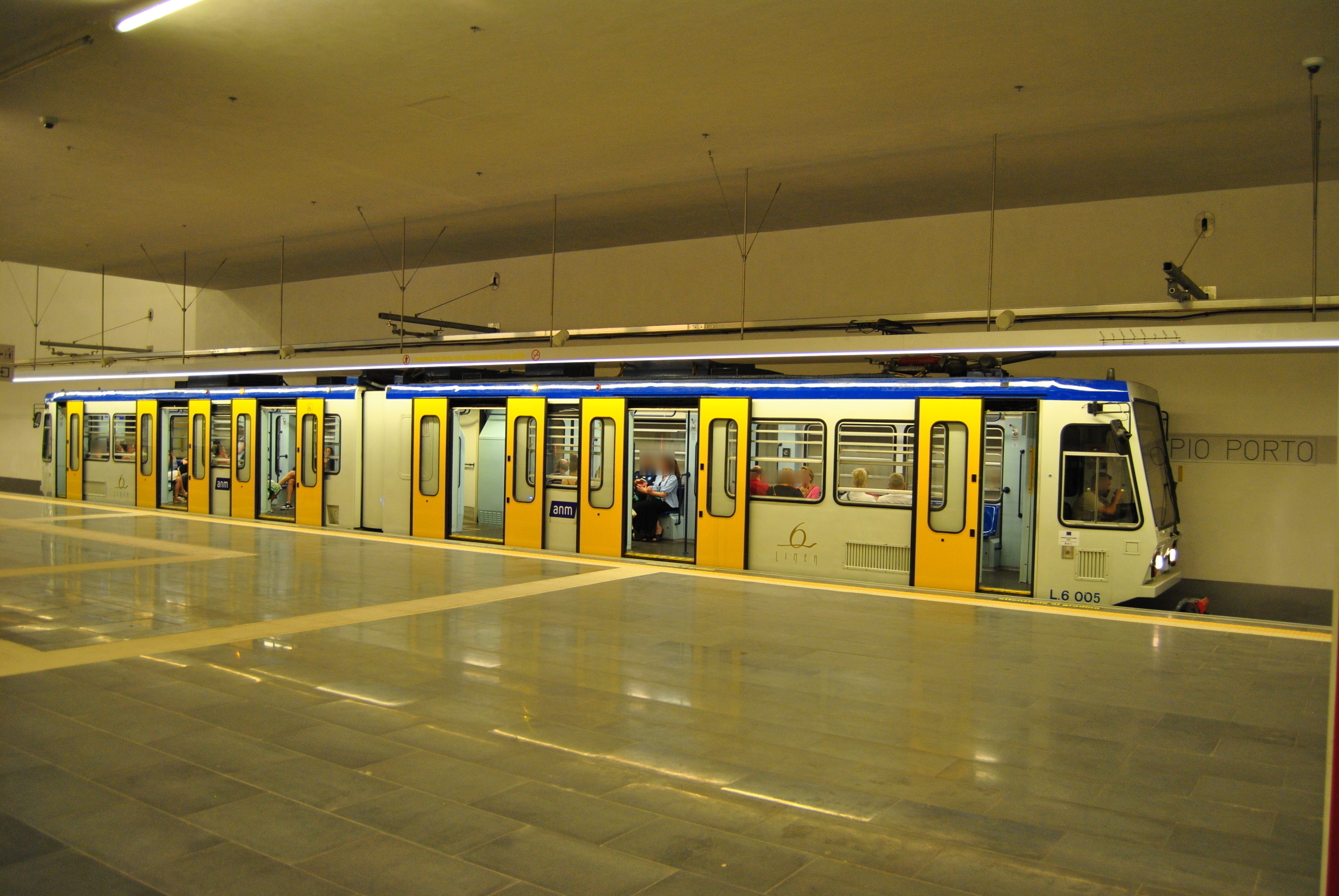
Treno Firema T67 in composizione singola in sosta alla stazione Municipio
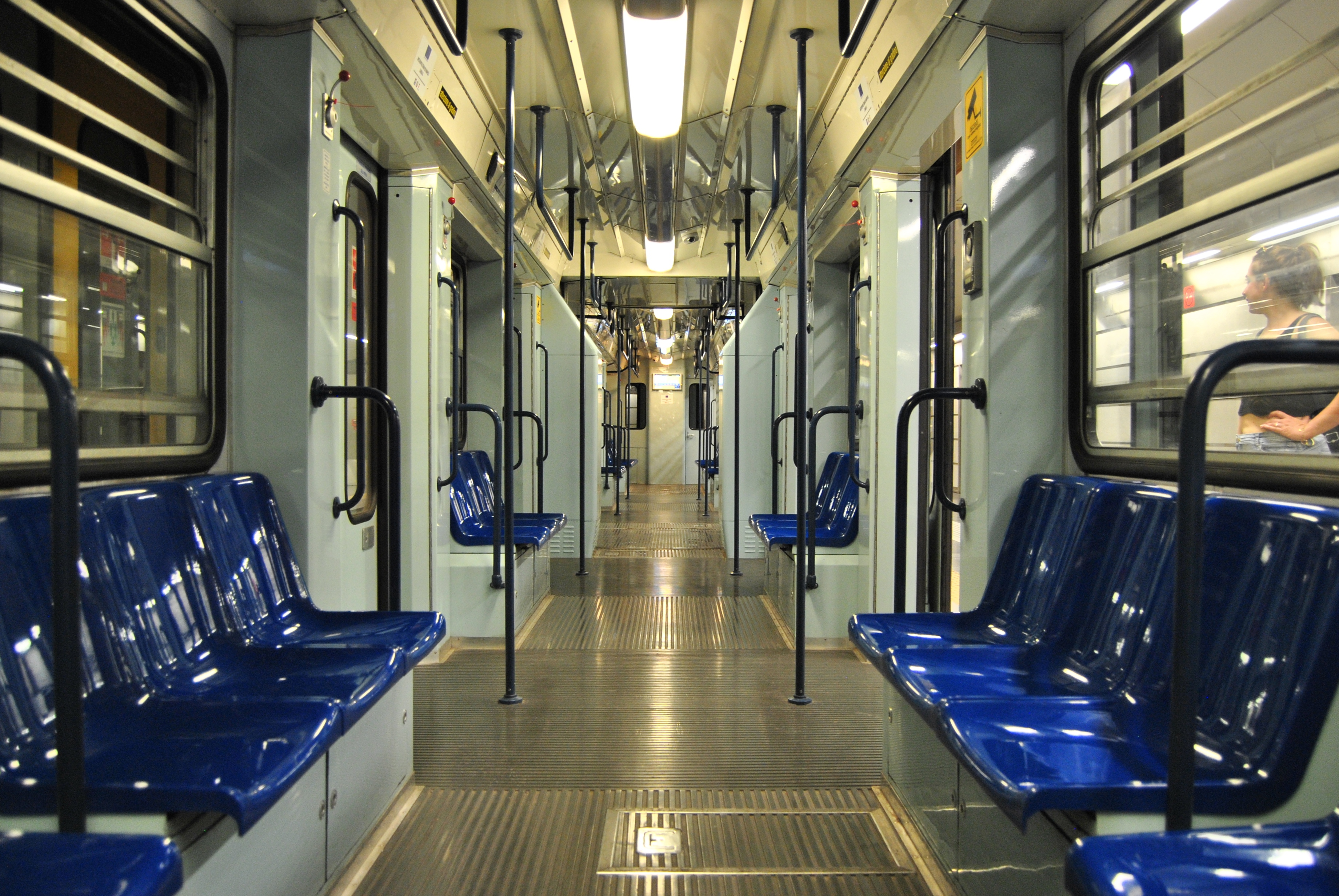
Vista interna di un treno Firema T67
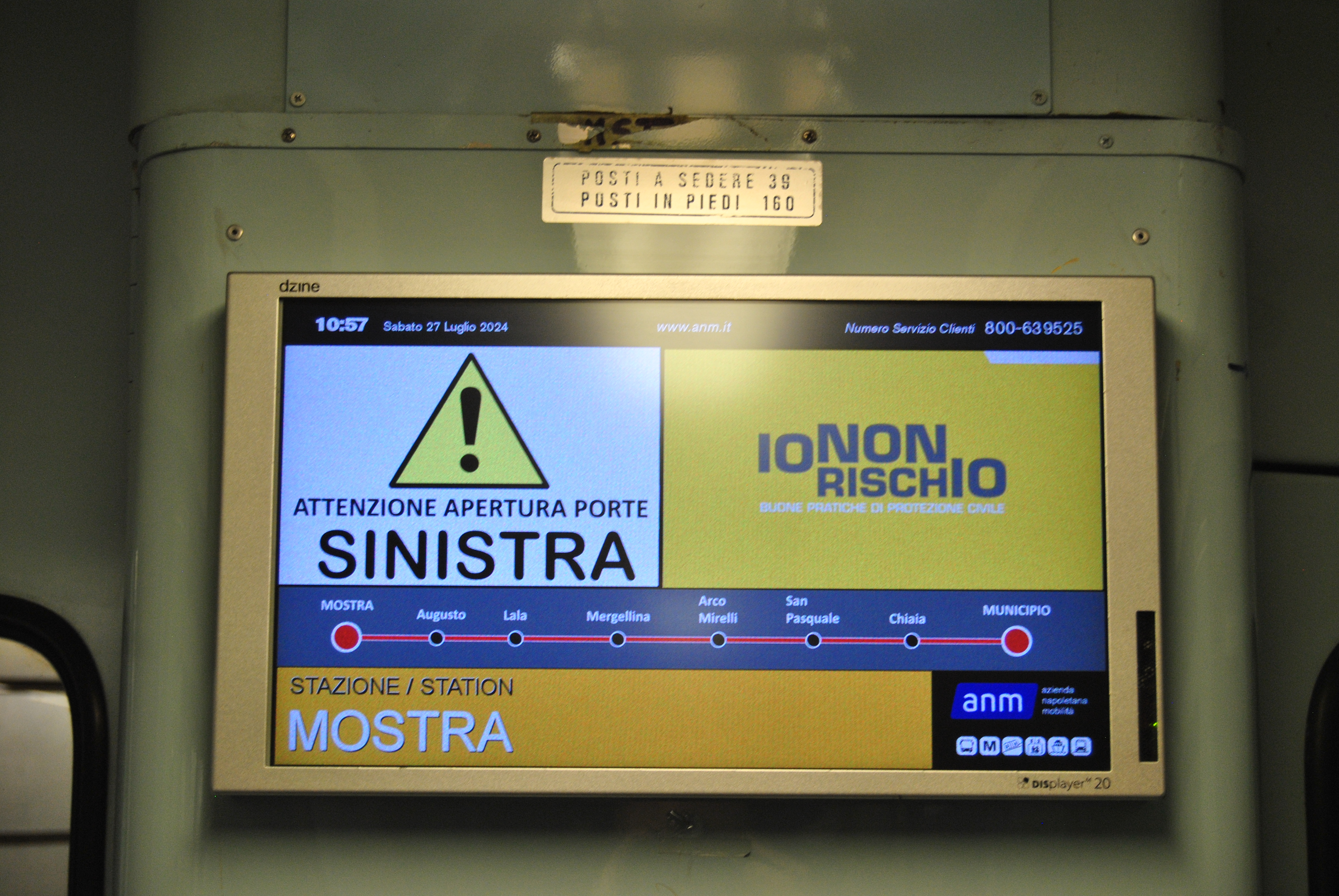
Schermo informativo presente a bordo dei treni
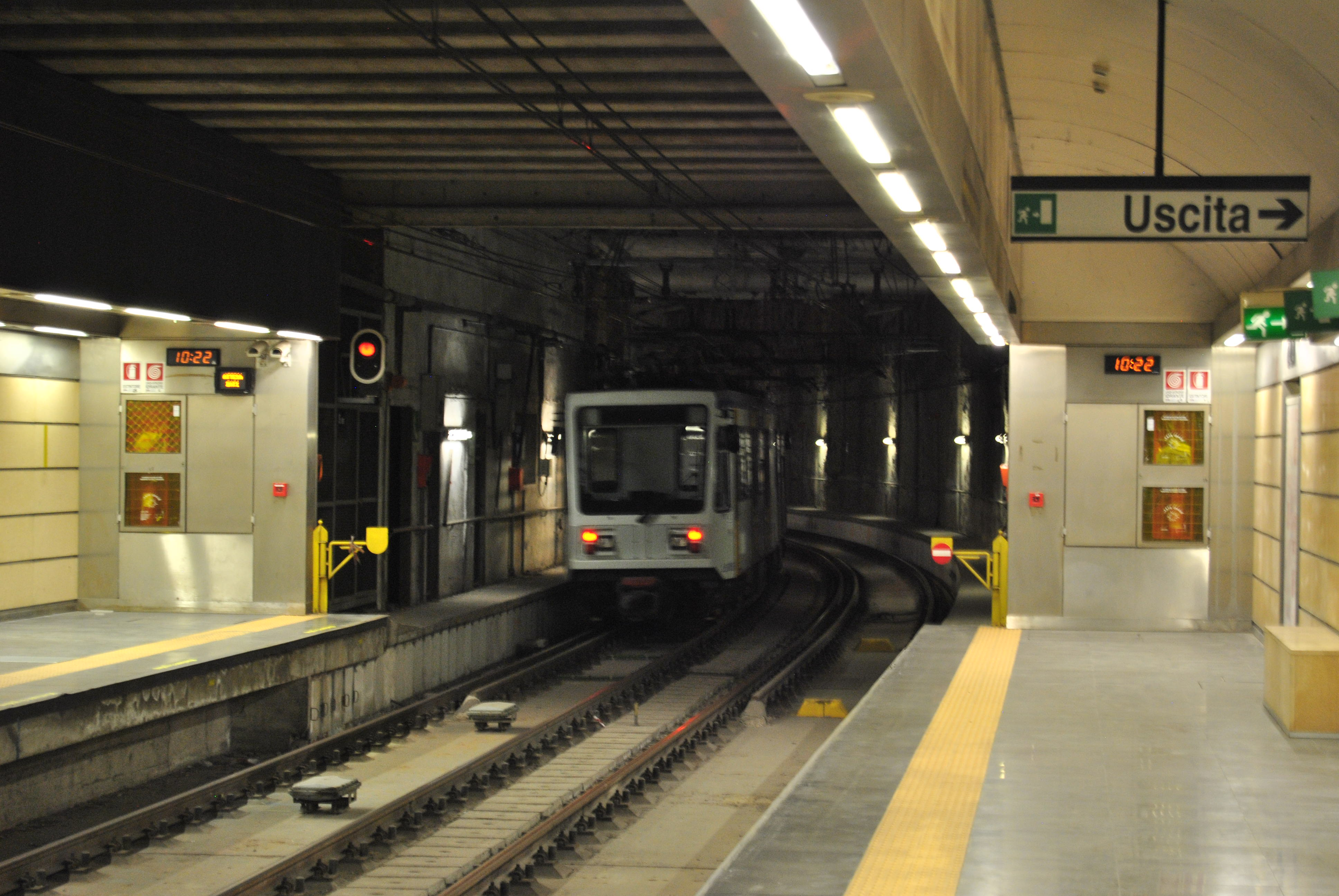
Treno in partenza in direzione Municipio dalla stazione Lala

I convogli utilizzati sulla linea sono del tipo Firema T67, con caratteristiche tranviarie, come del resto era stato previsto inizialmente, tant'è che erano stati dotati perfino degli indicatori di direzione.
Alcune vetture furono recuperate estraendole dalla struttura sotterranea mediante un'apertura creata in viale Augusto nel 2005; altre furono riprese dai depositi delle Officine Fiore di Caserta che le avevano assemblate. Presso le officine, almeno fino alla metà degli anni Duemila, erano presenti dei convogli mai consegnati a causa del mancato pagamento, ancora nell'originaria livrea Linea Mare della LTR.
In vista della riapertura della linea, a fine febbraio 2024 l'ANM ha commissionato a Hitachi Rail STS la costruzione di ventidue nuovi treni, da immettere in servizio a partire dall'estate 2025. I primi sei saranno introdotti nella rimessa a Nord della stazione Mostra, i cui lavori di ampliamento per ospitarli sono iniziati a febbraio 2025, in attesa della costruzione del deposito, dove sarà possibile allestire i convogli in doppia composizione.

## Frequentazione
| anno | anno |  | passeggeri | passeggeri |
| ---- | ---- |  | ---------- | ---------- |
| 2024 | 2024 |  | 659 076    | [ 40 ]     |

## Servizio

### Biglietterie

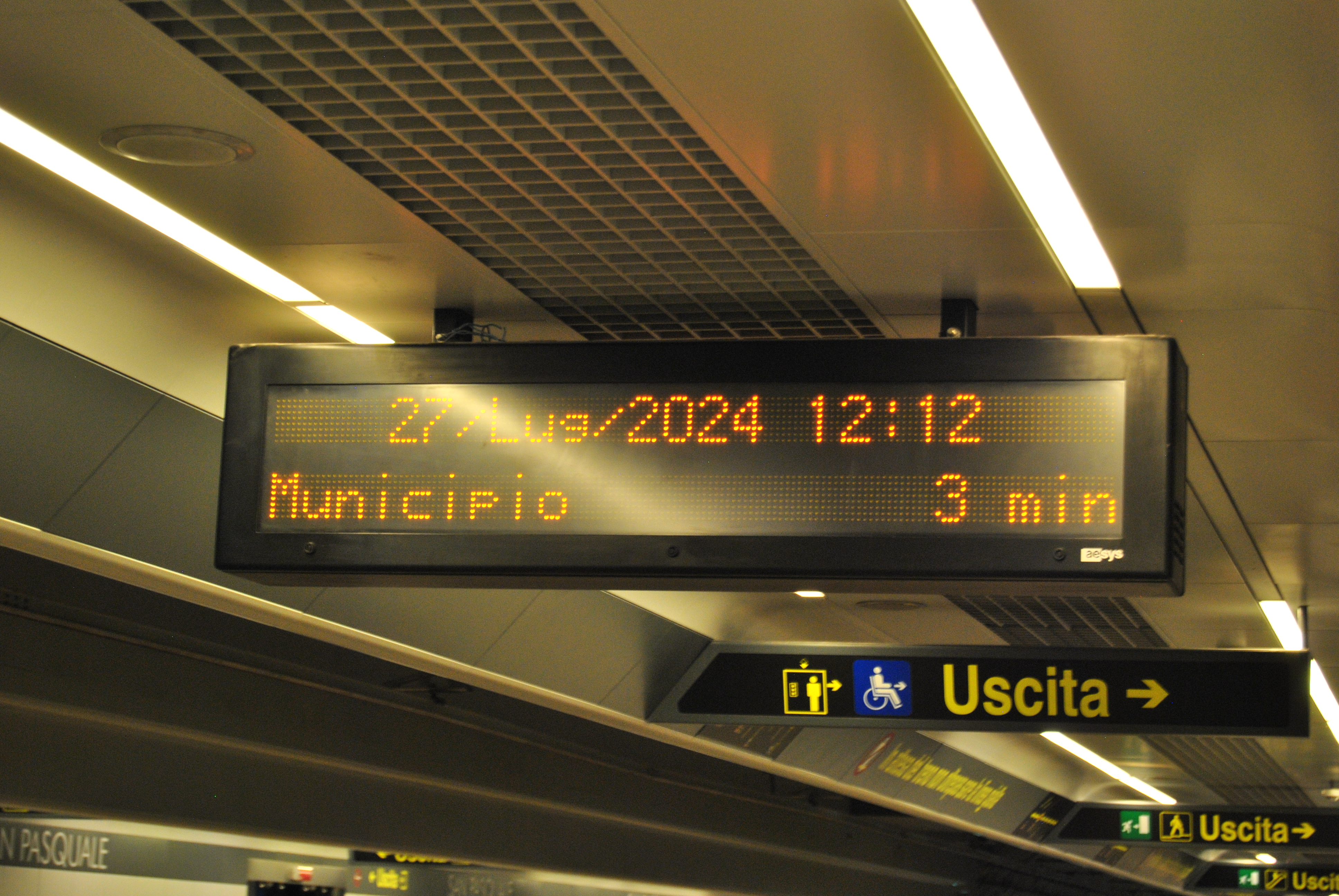
Uno schermo a LED che annuncia il tempo di attesa nella stazione San Pasquale

Tutte le stazioni della linea sono dotate di macchine emettitrici di biglietti, con abilitazione al pagamento tramite carta, presso le quali è possibile acquistare i titoli di viaggio aziendali ANM e integrati del circuito UnicoCampania.

### Orari di apertura
La linea è aperta tutti i giorni dalle ore 07:30 alle ore 15:30 con ultima partenza utile alle ore 14:50; il servizio è assicurato dall'impiego di tre treni.

### Frequenza
La frequenza al 2024 è di 13,5 minuti. Con l'immissione in esercizio dei nuovi convogli, è previsto il progressivo aumento, fino a 4,5 minuti.

## Depositi

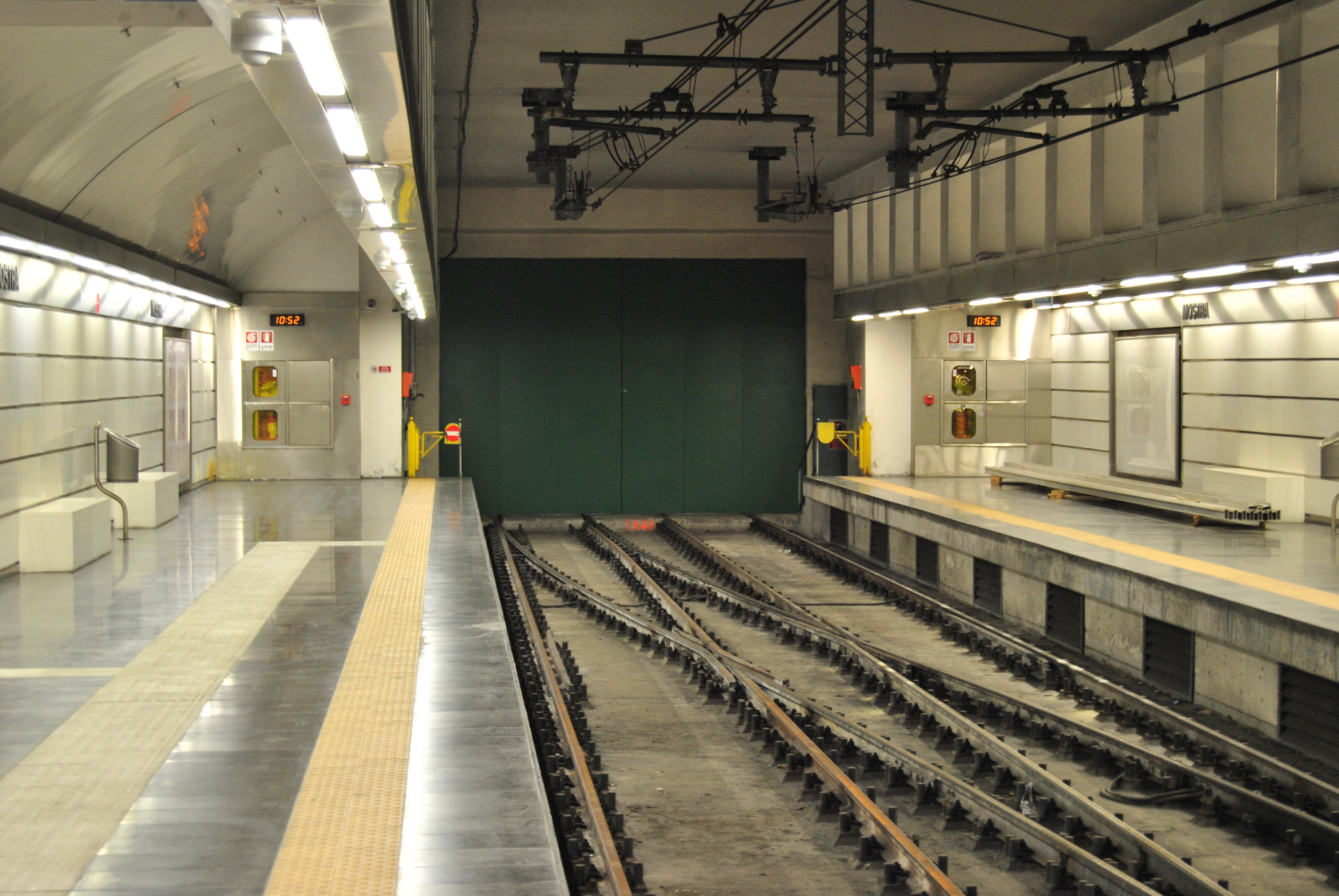
L'accesso alla rimessa

La linea 6 non è dotata di un deposito ma di una rimessa provvisoria, i cui lavori di ampliamento sono iniziati a luglio 2025, posta a Nord della stazione Mostra per il parcamento e la manutenzione ordinaria dei rotabili.
Il deposito sarà realizzato nell'area dell'ex arsenale di via Campegna, a Fuorigrotta, per garantire le esigenze manutentive e il parcamento dei rotabili attualmente in servizio e delle unità future. La struttura si estenderà lungo i 98 000 mq dell’area ex scalo merci FS e i 33 000 mq dell'adiacente deposito giudiziario della polizia municipale.
Per la realizzazione del deposito-officina sono stati stanziati 220 milioni di euro finanziati dal Piano Operativo Infrastrutture, di cui 9 milioni e mezzo sono finanziati dal Comune di Napoli tramite il Patto per Napoli. I lavori del complesso, simultaneamente a quelli della stazione Campegna, dovrebbero partire entro il 2027.